# Xenosphingia
Xenosphingia este un gen de molii din familia Sphingidae. Conține o singură specie, Xenosphingia jansei, care este întâlnită în Zimbabwe și Botswana. 
Anvergura este de 54–65 mm.